# Zummara

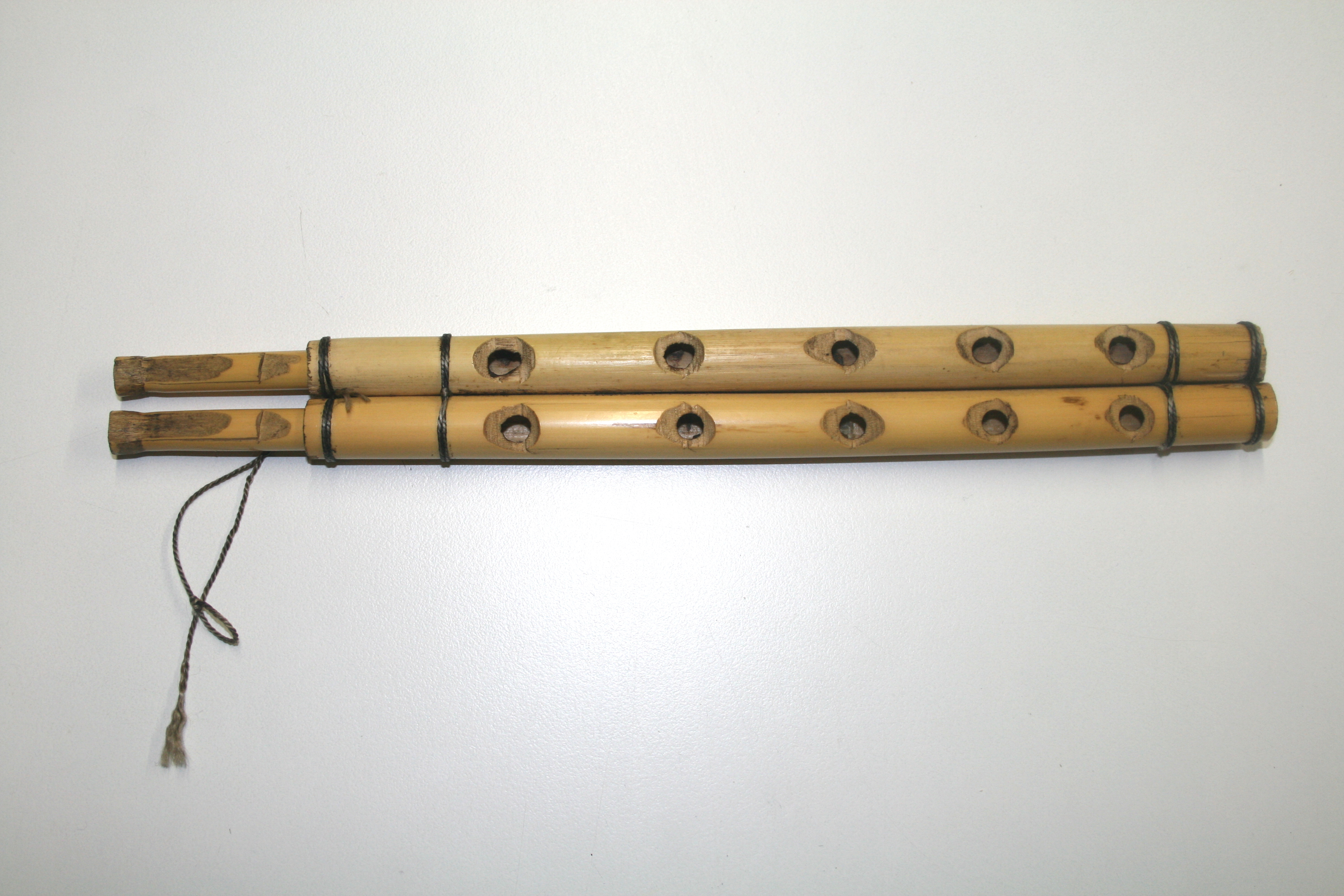
Zummara aus Tunesien

Zummara (arabisch زمارة, DMG zummāra) ist die vor allem in Ägypten, Nordafrika und Irak verwendete Bezeichnung für eine gedoppelte Rohrpfeife, die zu den Einfachrohrblattinstrumenten gehört und als Doppelklarinette bezeichnet wird. In der Levante werden entsprechende Instrumente midschwiz genannt. Das Blasinstrument ist in der arabischen Volksmusik und in der islamischen Musik im Nahen Osten verbreitet.

## Bauform
Die zummara ist etwa 50 cm lang und hat zwei parallele, gleich lange Melodierohre aus Bambus oder Pfahlrohr, die miteinander verbunden sind. In jedes Rohr sind vier bis (häufiger) sechs Löcher gebohrt, die unisono gespielt werden. Die durch leicht unterschiedliche Tonhöhen entstehenden Schwebungen verstärken den Klang. In Ägypten kann eines der beiden Schallrohre als Bordunrohr verwendet werden (ohne Grifflöcher). Das an der Einblasöffnung aus dem Bambus herausgeschnittene Rohrblatt zeigt mit dem freien Ende zum unteren Ende des Spielrohrs. Eine Variante der zummara ist die maschura, deren Rohrblatt umgekehrt in Richtung der Einblasöffnung zeigt und einen schärferen Klang produziert.

## Etymologie und Geschichte

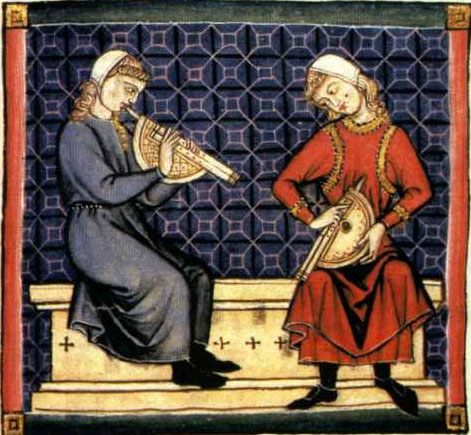
Darstellung von Zummaraspielern aus dem Mittelalter

Der Name zummara ist von der arabischen Konsonantenwurzel z-m-r abgeleitet, ebenso wie mizmar (auch zamr, Pl. zumūr), ein arabisches Doppelrohrblattinstrument und ursprünglich der allgemeine Begriff für Blasinstrumente, sowie nzumari, eine an der ostafrikanischen Küste verbreitete Kegeloboe. Zummāra al-qirba meint eine Sackpfeife mit einem ledernen Schlauch. Zummāra bedeutet auch „Schlund“, „Kehle“ oder „Luftröhre“, allgemeiner bezieht sich z-m-r auf den Vorgang des Ein- und Ausatmens. Über den in früher Zeit aus Eselhaut gefertigten Balg der Sackpfeife ergibt sich die Assoziation mit dem Eselschrei, wenn das Instrument geblasen wird. Es besteht ferner eine Verwandtschaft vom arabischen z-m-r zur lateinischen Form summarius, „Packesel“, „Saumtier“. Vermutlich kam es bei der sprachlichen Klassifizierung mehr auf die Funktion und nicht auf die Art der Tonerzeugung an, denn z-m-r kann ebenso Saiteninstrumente bezeichnen. Erhalten geblieben ist hier die gedankliche Verbindung zum Esel in seiner Aufgabe als „Saitenträger“ noch beim türkischen Streichinstrument kemençe, dessen Steg esek (türkisch für „Esel“) heißt.
Vorläufer der zummara sind in Ägypten seit der dritten Dynastie im Alten Ägypten (2700 v. Chr.)  belegt. Zur Geschichte dieser memet genannten Instrumente siehe den Artikel zum antiken Rohrblattinstrument aulos. Ein vergleichbares ägyptisches Blasinstrument mit einem Melodierohr und einem längeren Bordunrohr ist die arghul.